# Resolutie 224 Veiligheidsraad Verenigde Naties
Resolutie  224 van de Veiligheidsraad van de Verenigde Naties werd aangenomen op 14 oktober 1966. Dat gebeurde unaniem op de 1306e vergadering van de Raad.

## Achtergrond
Op 30 september 1966 werd Botswana een onafhankelijke staat binnen het Britse Gemenebest.

## Inhoud
De Veiligheidsraad had de aanvraag van Botswana om tot de VN te worden toegelaten bestudeerd en beval de Algemene Vergadering aan om Botswana toe te laten als VN-lidstaat.

## Verwante resoluties
- Resolutie 213 Veiligheidsraad Verenigde Naties (Singapore)
- Resolutie 223 Veiligheidsraad Verenigde Naties (Guyana)
- Resolutie 225 Veiligheidsraad Verenigde Naties (Lesotho)
- Resolutie 230 Veiligheidsraad Verenigde Naties (Barbados)

Lijst ·  220 ·  221 ·  222 ·  223 ·  224 ·  225 ·  226 ·  227 ·  228 ·  229 ·  230 ·  231 ·  232